# Traktat w Bukareszcie (1812)

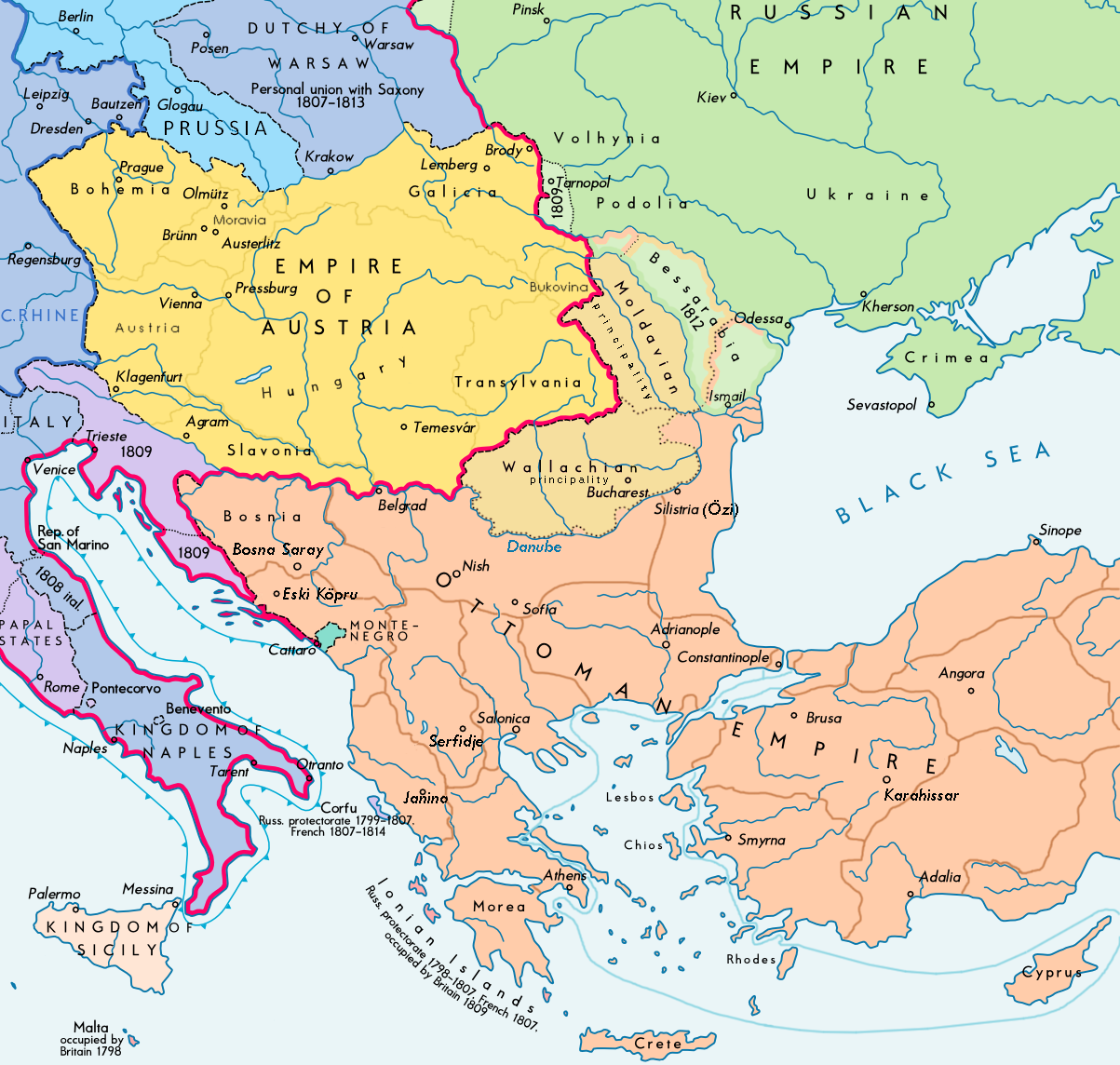
Granice Turcji po traktacie w 1812

Traktat w Bukareszcie  1812 – traktat pokojowy pomiędzy Imperium Rosyjskim a Imperium Osmańskim, kończący wojnę rosyjsko-turecką z lat 1806-1812. Umowa została podpisana 16 maja?/28 maja 1812 w Bukareszcie. Ze strony Rosji podpisał ją szef delegacji Michaił Kutuzow, ze strony Turcji Ahmed Pasza.

## Przebieg negocjacji

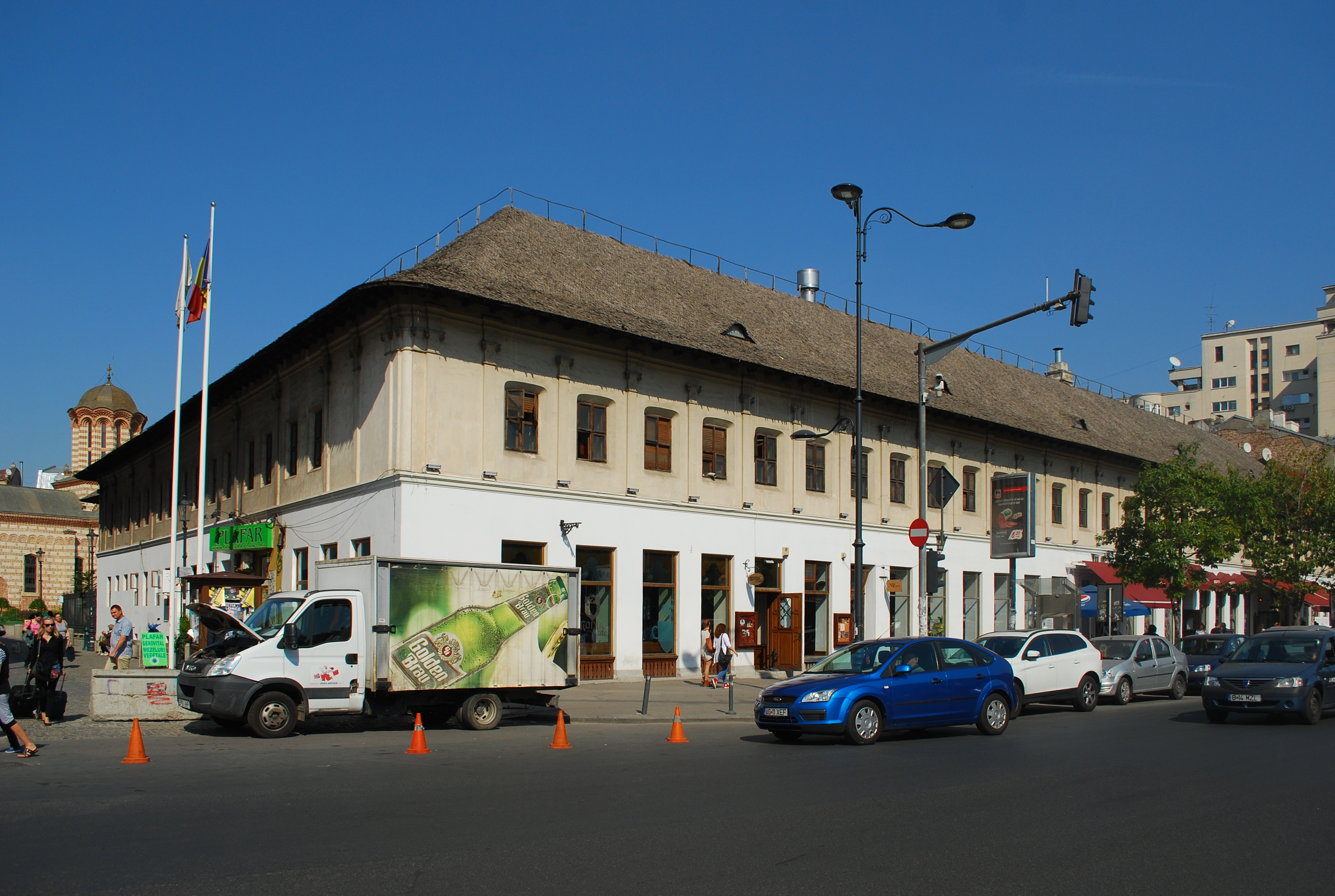
Zajazd Hanul lui Manuc, gdzie odbyły się negocjacje

Negocjacje pokojowe rozpoczęły się w październiku 1811 w Genewie, po klęsce głównych sił Turcji pod Ruszczukiem i  otoczeniu części sił koło miasta Slobozia. Komisarz sułtana Ghalib Effendi, jak i dyplomaci brytyjscy i francuscy próbowali użyć wszystkich możliwych sposobów, aby przedłużyć negocjacje. Kutuzow wymusił jednak zakończenie rozmów i podpisanie aktu na miesiąc przed uderzeniem Napoleona I na Rosję. Traktat był zwycięstwem politycznym Rosji i dawał bezpieczeństwo w południowo-zachodniej części. Eliminował też Turcję, od wzięcia udziału w kampanii Napoleona przeciw Rosji. Pakt poprawiał sytuację strategiczną Rosji na początku wojny  1812 roku. Armia Dunajska mogła być przesunięta w celu wzmocnienia wojsk na zachodniej granicy Rosji. Turcja ponadto wycofała się z sojuszu z Cesarstwem Francji. W konsekwencji Francja rozpoczęła 24 czerwca 1812 decydującą wojnę z Rosją bez wsparcia Turcji na południowej flance.

## Skład
Traktat w Bukareszcie składał się z 16 jawnych i dwóch sekretnych artykułów. Czwarty artykuł ustalał granicę wschodnią między Rosją i Turcją. Była nią rzeka Prut, a nie Dniestr jak dotychczas. Tym samym Besarabia przeszła pod panowanie Rosji. Szósty artykuł zobowiązywał Rosję do zwrotu wszystkich punktów na Kaukazie "zawojowanych... bronią". Rosja zwracała Turcji Anapę, Poti i Achalkalaki, jednak pozostawiała Suchumi i inne punkty, które były Rosji podporządkowane w wyniku dobrowolnego przejścia ich władców w podporządkowanie Rosji, szczególnie w zachodniej Gruzji.

## Postanowienia
Rosja w wyniku pokoju uzyskała pierwszą bazę morską na wybrzeżu kaukaskim Morza Czarnego. Pokój zabezpieczał także przywileje księstwom dunajskim i autonomię wewnętrzną Serbii, która zapoczątkowała jej pełną niezawisłość, a co stanowiło początek uzyskania niepodległości przez narody bałkańskie. Główne postanowienia umowy zostały potwierdzone 7 października (25 września) w 1826 konwencją akermańską.